# الصورة (درعا)
الصَّورة، بلدة ريفية من سهول حوران جنوب سوريا تقع بين مدينة الحراك وبلدة علما، عدد سكانها 6500 نسمة. تتبع إدارياً إلى منطقة ازرع ناحية الحراك، وتبعد عن مدينة درعا مسافة ثلاثين كيلومترًا شمال شرق.ترتفع البلدة عن مستوى سطح البحر 550م، وتبلغ معدل الأمطار السنوية بها 250 م وتبعد عن مدينة دمشق حوالي ثمانين كيلومتراً جنوباً. تقطنها عائلات تتفرع من عشائر منها :ل مختار القرية «جمعة الحمود»: «الصورة قرية ريفية من سهول حوران جنوب سورية، تقطنها عائلات تتفرع من عشائر منها الأبازيد ، الحريري، البقاعي، الحراكي (الشوامرة)، الاكراد، الفشتكي، السماره. تعتمد في دخلها على الزراعة بأنواعها وتربية الماشية والأبقار وعلى عدد لابأس به من المغتربين وهناك بعض الأسر المقيمة بالمدن للعمل والتجارة. وبها بعض المنشأت الصغيرة مثل معاصر الزيتون ومصنع أجبان ومصنع مخللات، وفيها معامل للرخام والبلاط وورشات لتركيب الحجر والسيراميك، كما تتوفر شبكة طرق لا بأس بها ويوجد فيها خمس مدارس إبتدائية ومدرستين إعدادية ثانوية. تمتلك محال تجارية على طول طريقها العام ويوجد في القرية محطة وقود ومركز صحي ومقر بلدية ويوجد بها منازل قديمة من الحجر البارزاني والتي تمتاز بالقناطر . تمتاز بلدة الصَّورة بوجودها على تلة قديمة وتظهر مئذنة مسجدها لباقي القرى من مسافة بعيدة وفيها سهول خضراء ومزارع مختلفة تحيك في القرية من كل الجهات .
شارك أهل البلدة مبكرا في حركة الاحتجاج المطالبة بإسقاط نظام بشار الأسد وسقط فيها شهيدين أخوين في الثورة السورية بتاريخ 23-3-2011 وهما الشهيد محمد عبد الرحمن الحريري وصلاح عبد الرحمن الحريري وسمي ذلك اليوم بالأربعاء الدامي.[بحاجة لمصدر]